# Distretto di Lan Krabue
Il distretto di Lan Krabue (in thailandese: ลานกระบือ) è un distretto (amphoe) della Thailandia, situato nella provincia di Kamphaeng Phet.